# Kasteel Ganzendries

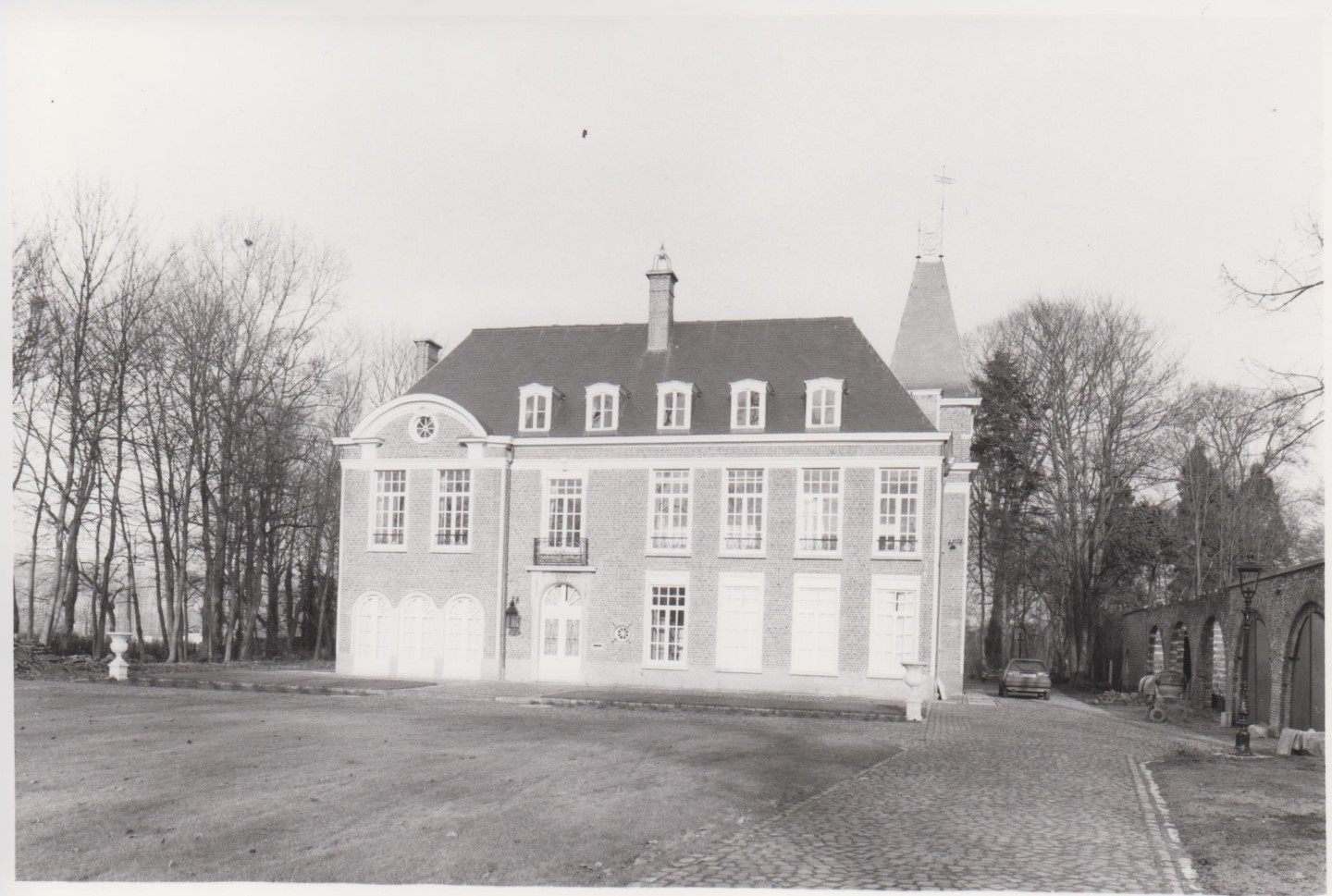
Kasteel Ganzendries

Het Kasteel Ganzendries (ook: Kasteel Rooman) is een kasteel in de tot de Oost-Vlaamse gemeente Destelbergen behorende plaats Heusden, gelegen aan de Wellingstraat 5-7.

## Geschiedenis
Aanvankelijk was hier een buitenplaats met vierkante omgrachting. Deze werd eind 17e eeuw gekocht door Sebastiaan d'Hane van Stuivenberg, toenmalig heer van Heusden. In de 19e eeuw kwam het aan de familie Rooman. Het kasteel werd vergroot in 1900, en toen werd ook een deel van de omgrachting gedempt. In 1935 werd een vleugel van het kasteel gesloopt en het resterende deel werd verbouwd.

## Gebouw
Het betreft een gebouw met neoclassicistische stijlelementen op rechthoekige plattegrond. Er is een hoektoren. Op enkele plaatsen ziet men de wapenspreuk: viriliter et mansuete.
Op het domein vindt men nog een voormalig koetshuis en een personeelswoning. Het domein bestaat tegenwoordig uit een tuin maar het was vroeger veel groter,